# Paralarinia denisi
Paralarinia denisi là một loài nhện trong họ Araneidae.
Loài này thuộc chi Paralarinia. Paralarinia denisi được Roger de Lessert miêu tả năm 1938.